# Congodwergtok
De congodwergtok (Horizocerus granti, synoniem: Horizocerus hartlaubi granti) is een neushoornvogel die voorkomt in Midden-Afrika. Deze vogel is in 1895 door de Duitse vogelkundige Ernst Hartert geldig beschreven en vernoemd naar de Schotse ornitholoog William Robert Ogilvie-Grant.

## Beschrijving
De  congodwergtok is (net als de westelijke dwergtok) 32 cm lang. Het is een kleine, bosbewonende Afrikaanse neushoornvogel met een grijze tot zwarte kromme snavel. De snavel van het mannetje heeft een rode punt en een rode kam op de bovensnavel. Verder is de vogel bijna zwart van boven. De onderzijde is grijs en wit. Het meest opvallende kenmerk is een duidelijke, brede witte wenkbrauwstreep.

## Verspreiding en leefgebied
De congodwergtok is een plaatselijk nog algemeen voorkomende vogel in het westen van Oeganda en in het  Kongobekken oostelijk van de Kongorivier.

## Status
De grootte van de wereldpopulatie is niet gekwantificeerd. De congodwergtok gaat in aantal achteruit. Echter, het tempo ligt onder de 30% in tien jaar (minder dan 3,5% per jaar). Om deze redenen staat de soort als niet bedreigd op de Rode Lijst van de IUCN.